# Мантиспиды
Мантиспиды (лат. Mantispidae) — семейство насекомых из отряда сетчатокрылых. Имаго представителей семейства напоминают богомолов, благодаря сильно увеличенным передним ногам, приспособленными для захватывания добычи и сильно удлиненной переднеспинке.

## Общая характеристика

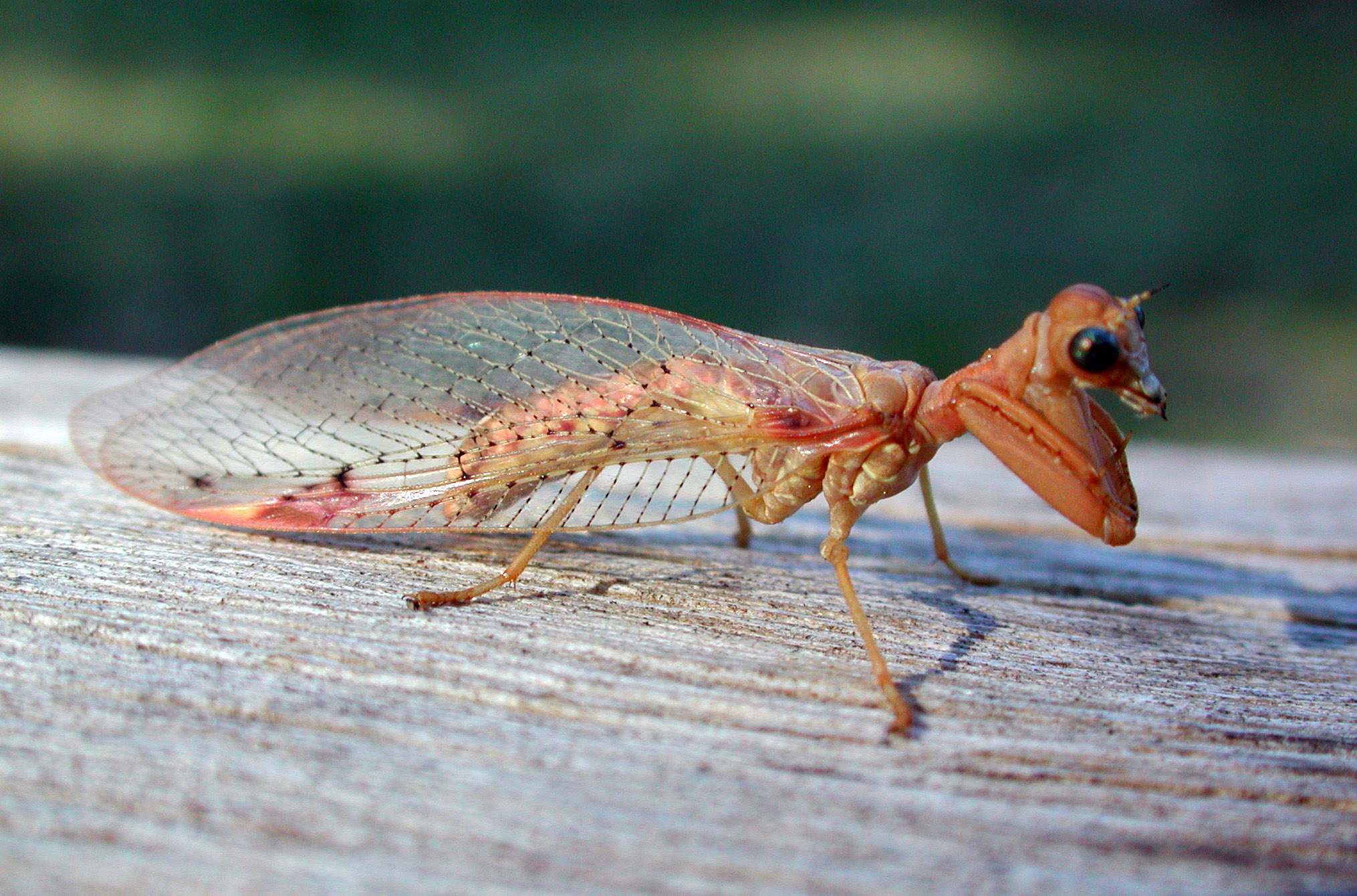
Ditaxis biseriata

Мелкие или средних размеров насекомые. Длина переднего крыла 5—25 мм. Передние конечности хватательные. Усики короткие, чётковидные. Крылья узкие с отчётливой птеростигмой. На переднем крыле 1—2 серии поперечных жилок. Переднеспинка заметно удлинена. Голени почти треугольно расширены.
Взрослые особи обычно встречаются на цветах, где подкарауливают жертву (различных насекомых), личинки паразитируют и питаются яйцевыми коконами пауков и в гнёздах ос. Около 400 видов, главным образом, в тропиках.

## Палеонтология
Самые ранние находки имаго датируются нижней юрой. Древнейшая личинка мантиспид обнаружена в меловом бирманском янтаре. В балтийском янтаре найдена личинка мантиспид, сидящая на пауке — подобное поведение наблюдается у ныне живущих представителей семейства. Всего из мезозоя описано тринадцать видов мантиспид, из кайнозоя — семь.

## Распространение
Семейство имеет гондванское происхождение. На территории стран бывшего СССР встречается три рода и шесть видов.

## Систематика
В семействе мантиспид выделяют четыре ныне живущих подсемейства: Drepanicinae, Symphrasinae, Mantispinae и Calomantispinae, а также вымершее подсемейство Mesomantispinae.
Парафилетическая группа, так как новый филогенетический анализ подтверждает родственные связи между семейством Rhachiberothidae, включающим Rhachiberothinae и Symphrasinae, и семейством Mantispidae, включая подсемейство Mantispinae и его сестринские таксоны Drepanicinae и Calomantispinae, которые могут представлять одно подсемейство. Основываясь на этих анализах, вероятно, хищничество развивались у этих насекомых только один раз, а затем стали диверсифицироваться в двух сестринских кладах хищных Mantispoidea.
Насчитывается 44 ныне живущих рода мантиспид с 399 видами:
- Afromantispa
- Anchieta
- Asperala
- Austroclimaciella
- Austromantispa
- Buyda
- Calomantispa
- Campanacella
- Campion
- Cercomantispa
- Climaciella
- Dicromantispa
- Ditaxis
- Drepanicus
- Entanoneura
- Euclimacia
- Eumantispa
- Gerstaeckerella
- Haematomantispa
- Leptomantispa
- Madantispa
- Manega
- Mantispa
- Mimetispa
- Nampista
- Necyla
- Nivella
- Nolima
- Orientispa
- Paramantispa
- Paulianella
- Plega
- Pseudoclimaciella
- Rectinerva
- Sagittalata
- Spaminta
- Stenomantispa
- Theristria
- Toolida
- Trichoscelia
- Tuberonotha
- Xaviera
- Xeromantispa
- Zeugomantispa

## Фото

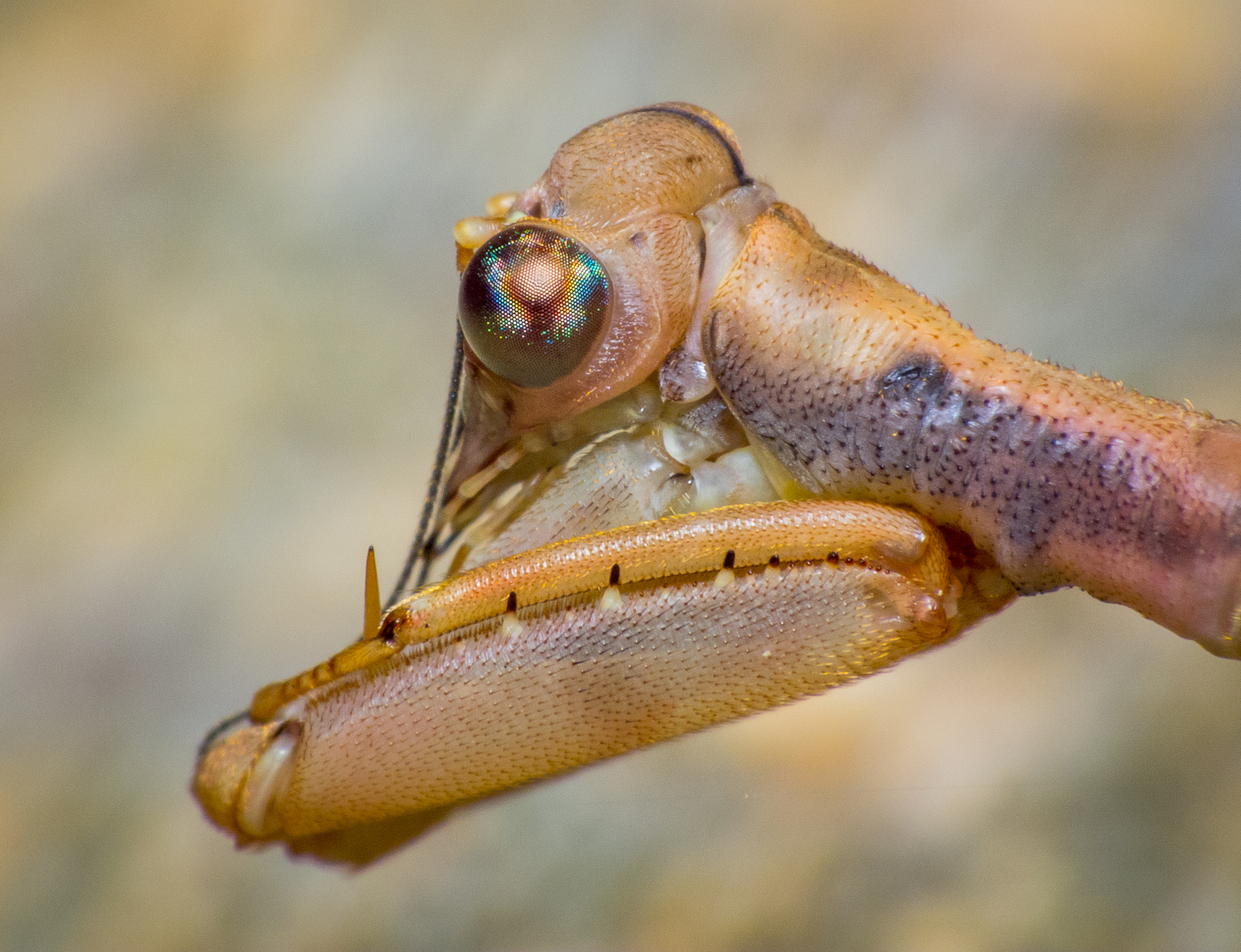
Mantispidae sp.
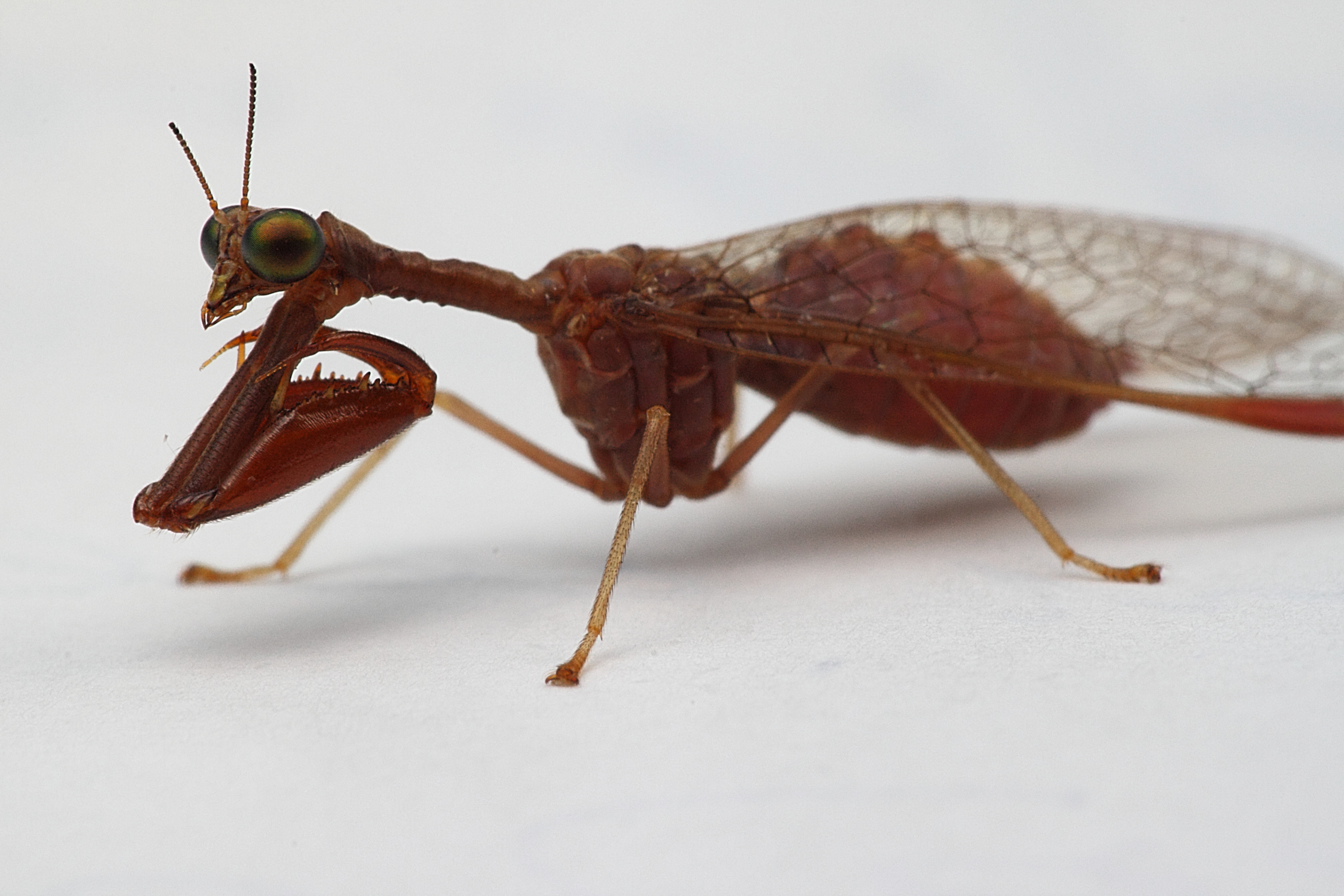
Mantispidae sp.
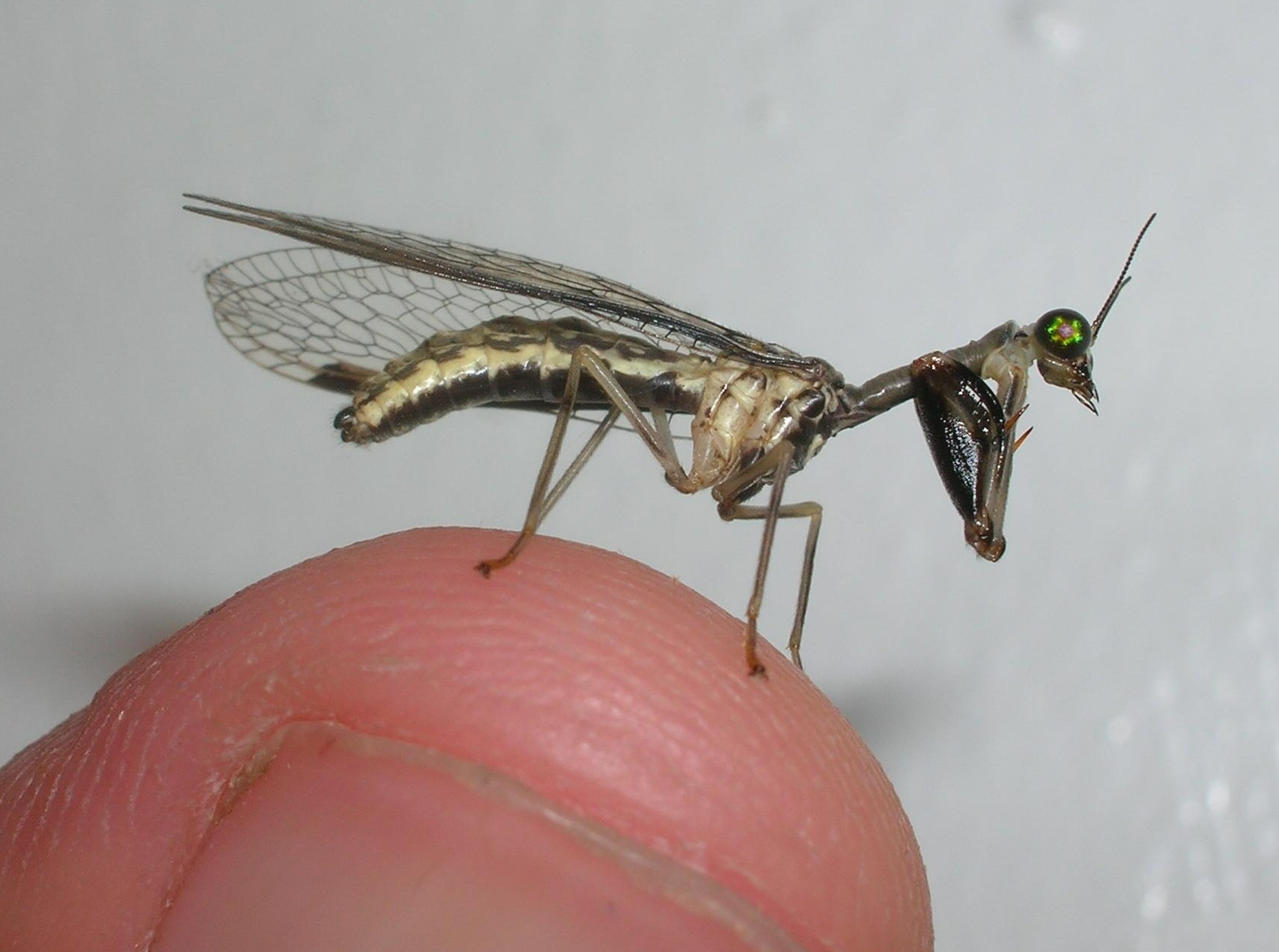
Mantispidae sp.
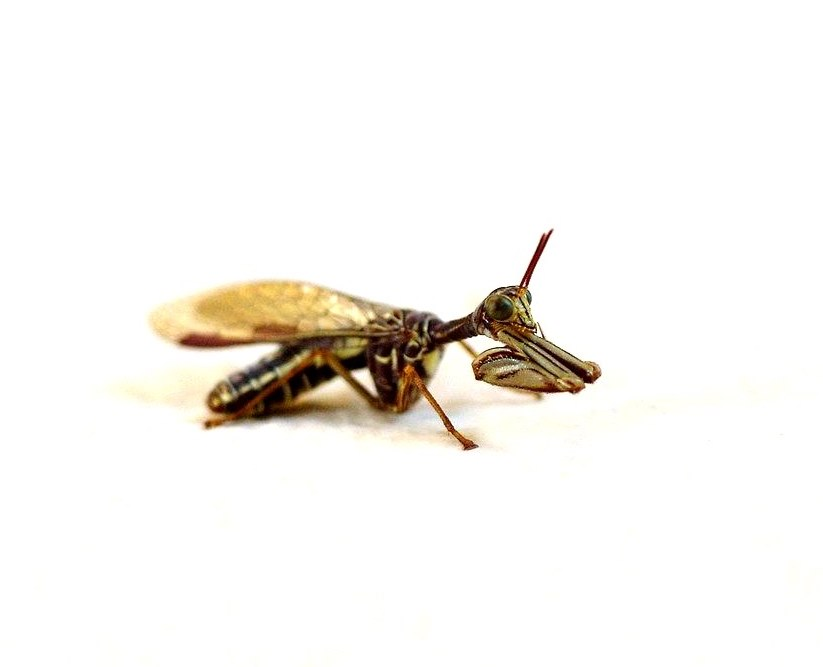
Mantispidae sp.